# Phyllophaga monstrosa
Phyllophaga monstrosa är en skalbaggsart som beskrevs av Saylor 1935. Phyllophaga monstrosa ingår i släktet Phyllophaga och familjen Melolonthidae. Inga underarter finns listade i Catalogue of Life.